# سیاه، سفید، خاکستری
سیاه، سفید، خاکستری نام یک مجموعهٔ تلویزیونی ایرانی به کارگردانی «سیامک شایقی» است که در سال ۱۳۷۵ تولید و در سال ۱۳۷۶ از شبکه ۲ سیمای جمهوری اسلامی ایران پخش گردید.

## خلاصه داستان
این مجموعه تلویزیونی دربارهٔ یک زوج جوان برنامه‌ساز است که می‌خواهند دربارهٔ مشکلات و مسائل نوجوانان برنامه‌ای تلویزیونی بسازند. شوهر کارگردان است و زن تهیه‌کننده و قصدشان آن است که در برنامه خود، مسائلی از قبیل عدم تفاهم فرزندان با والدین خود، بزهکاری جوانان و غیره را به تصویر بکشند.

## بازیگران و عوامل تولید

### بازیگران
- مهتاج نجومی
- رضا خندان
- مریم سعادت
- رضا فیاضی
- هایده حائری
- توران قادری
- احمد قدکچیان
- نعمت‌الله گرجی
- عنایت‌الله بخشی
- غلامحسین لطفی
- گوهر خیراندیش
- رضا بنفشه‌خواه
- حبیب دهقان‌نسب
- فرحناز منافی‌ظاهر
- شهرام شاه‌حسینی
- سمیه شاه‌حسینی
- علی طالب‌لو
- بهناز نازی
- کاظم ایزدی‌پور
- عمار دهقانی تفتی
- امیرخسرو صادقی
- بهار نوحیان
- شهین علیزاده
- شهناز صاحبی
- طاهره طایفی
- ماندانا اصلانی
- رضا سیف‌الهی
- مریم معترف
- نسترن بوساک
- مریم صفایی
- زهرا محمدی
- احمد معظمی
- شاپور کلهر
- لیدا عباسی
- بهنام یوسفی
- علی سلیمانی
- راما تقی‌زاده
- علی مؤمنی
- سارا آذری
- مریم شفائی
- هدی غفاری
- سالومه کفائی
- مریم مارالانی
- علی نوجوان
- شیما کوچکی
- لادن اکرمی
- فریماه فرخنده‌کیش
- امیرعلی دانش‌پایه
- ریحانه کمیلی‌زاده
- نسرین سرهنگی
- خاتون شاهمرادی
- پروین نیک‌سرور
- نسرین سرهنگی
- خاتون شاهمرادی
- پروین نیک‌سرور
- معصومه سلطانی
- فرزانه حسین‌نژاد
- سمیرا صفویان
- رضا خوش‌چشم
- فرشید هاشمیان
- فریماه محمودی
- محسن گلسرخی
- مسعود سراجی
- منصوره صفری
- ساناز محرابی
- سارا اعتمادی
- احمد سراپرده
- حسین ایلخانی
- مرجان ارجمند
- عطاالله مرادی
- گلشن پیرخانقاه
- شیدا هاشمی
- سلینا اسلامی
- آیدا ایمنیان
- زهرا ادیبی
- یوسف برزین
- ناهید بخشی
- فریبا سروری
- مریم استوار
- سهیلا زرپور
- مرجان زرپور
- آسا صبوحی
- ندا عدالت‌جو
- شیرین عادل
- گیتا پورنصر
- آزاده تدین
- آمنه کندی
- آزاده ثابتی
- امیر رجبی

### عوامل تولید
- کارگردان: سیامک شایقی
- فیلمنامه: محمدکاظم اخوان
- موسیقی:ناصر چشم‌آذر
- تهیه‌کننده: فریماه فرهی
- محصول: گروه کودک و نوجوان شبکه ۲ سیمای جمهوری اسلامی ایران
- سال تولید: ۱۳۷۵
- سال پخش: ۱۳۷۶